# Australian Olympic Committee
Das Australian Olympic Committee (AOC) ist das Nationale Olympische Komitee in Australien, das die olympische Bewegung dort repräsentiert. Es handelt sich um eine gemeinnützige Organisation mit Sitz in Sydney, die Mannschaften auswählt, Zuschüsse gewährt und australische Teilnehmer zu den Olympischen Spielen, die vom Internationalen Olympischen Komitee ausgetragen werden, entsendet.

## Organisation
Das 1895 gegründete Komitee ist der Dachverband für 40 nationalen Sportverbänden, die für Sportarten aus dem olympischen Programm der Sommer- und Winterspiele zuständig sind. Jeder australische Bundesstaat beziehungsweise jedes Territorium haben zudem einen State Olympic Council, der für olympische Werte wirbt und die olympischen Teams Australiens fördert.
Seit 2005 ist John Coates Präsident des AOC. Coates und die AOC-Exekutivmitglieder Kevan Gosper und Phil Coles sind außerdem auch Mitglieder des IOC.
Eine Kommission, die aus acht gewählten Athleten der Sommer- und zwei der Winterspiele besteht, berät die AOC-Exekutive in allen Belangen, die die olympische Bewegung aus Sicht der Teilnehmer betrifft.